# 鈴木翔吾
鈴木 翔吾（すずき しょうご、1995年10月22日 - ）は、日本の俳優である。2024年6月３０日まで劇団東俳に所属し、退所。現在はフリーランスとして活躍。

## 出演

### テレビドラマ
- 世にも奇妙な物語「最後の瞬間（とき）」（2000年、フジテレビ）
- HERO（2001年1月8日 - 3月19日、フジテレビ） - マーくん 役
- 救命病棟24時（2001年7月3日 - 2001年9月18日、フジテレビ）
- 連続テレビ小説 ちゅらさん 第139話 - 第156話（2001年、NHK総合） - 上村和也 役
- 月曜ドラマスペシャル こころ預かります!（2001年、TBS）
- ロング・ラブレター〜漂流教室〜（2002年1月9日 - 3月20日、フジテレビ）
- 空から降る一億の星（2002年4月 6月、フジテレビ） - 片瀬涼（幼少） 役
- ナースのお仕事4 第4話（2002年7月23日、フジテレビ）
- リモート（2002年10月12日 - 12月14日、日本テレビ）
- 火曜サスペンス劇場 だます女だまされる女4（2002年、日本テレビ） - 建吾（幼少） 役
- 月曜ミステリー劇場 陰の季節4「失踪」（2002年10月28日、TBS） - 七尾大介 役
- 横山秀夫サスペンス 第三の時効（2003年2月24日、TBS） - 進藤孝一 役
- 月曜ドラマシリーズ ちゅらさん2（2003年3月31日 - 4月28日、NHK総合・NHKデジタル総合） - 上村和也 役
- 顔 第6話（2003年5月、フジテレビ） - 望月優太 役
- ライオン先生（2003年10月13日 - 12月15日、日本テレビ） - 広瀬琢磨 役
- 金曜時代劇 ゆうれい貸します 第3話（2003年、NHK） - 久坂和馬 役
- 私立探偵 濱マイク 第4話（2003年、日本テレビ） - 公平 役
- 愛の劇場 温泉へ行こう4（2003年9月1日 - 11月14日、TBS） - 佐藤祐介 役
- スペシャルドラマ 砦なき者（2004年4月2日、テレビ朝日） - 長坂文雄（8歳） 役
- 仔犬のワルツ（2004年4月 - 6月、日本テレビ） - 水無月芯（幼少） 役
- 月曜ドラマシリーズ ちゅらさん3（2004年9月13日 - 10月11日、NHK総合・NHKデジタル総合） - 上村和也 役
- ファイヤーボーイズ 第7話（2004年、フジテレビ）
- めだか（2004年10月、フジテレビ） - 桜木拓（少年時代） 役
- こちら本池上署5（2005年6月13日 - 9月12日、TBS） - 竜崎愛（幼少） 役
- 土曜ドラマ ちゅらさん4（2007年1月13日・20日、NHK総合・NHKデジタル総合・衛星ハイビジョン） - 上村和也 役
- 金曜ドラマスマイル（2009年4月17日 - TBS） - 早川ビト（少年期） 役
- 俺の空 刑事編 第8話（2011年12月11日、テレビ朝日）
- 土曜ワイド劇場 法医学教室の事件ファイル35 長崎〜横浜、亀が見ていた殺人事件!?（2012年12月1日、テレビ朝日）
- 大河ドラマ（NHK）
  - 麒麟がくる（2020年）
  - 鎌倉殿の13人（2022年）
- うつ病九段（2020年12月20日、NHK BSプレミアム）

### 映画
- バカリズム THE MOVIE（2012年）

### ネットドラマ
- 探偵事務所5 カインとアベル - ヒデ（少年） 役

### 舞台
- 細雪（2001年、帝国劇場） - 秀雄 役
- 新・三国志? 完結編（2004年、新橋演舞場）

### CM
- マクドナルド ポケモンコレクション（2001年）